# Verordnung über Immissionswerte für Schadstoffe in der Luft
Die Verordnung über Immissionswerte für Schadstoffe in der Luft (22. BImSchV) legte aufgrund europäischer Richtlinien Immissionsgrenzwerte in der Luft für Schwefeldioxid, Schwebstaub, Blei und Stickstoffdioxid fest. Zusätzlich wurden Schwellenwerte für Ozon festgelegt. Für Blei lag der Immissionswert bei 2 µg/m³ als Jahresmittelwert.
Um die Einhaltung dieser Grenzwerte überprüfen zu können, wurden Berechnungsverfahren für die gemessenen Werte eingeführt.
Die Länder wurden verpflichtet, Messstellen zur Überwachung einzurichten und bei Überschreiten der Immissionswerte entsprechende Gegenmaßnahmen zu treffen. Eine Maßnahme konnte auch ein Luftreinhalteplan sein. 
Außerdem sollten die zuständigen Behörden die Bevölkerung bei Überschreitung der Schwellwerte für Ozon unterrichten. Ab einem Ein-Stunden-Mittelwert von 360 µg/m³ sollte eine Warnung erfolgen, da ab dieser Konzentration Gefahr für die menschliche Gesundheit bestehen kann.
Im September 2002 erfolgte eine Neufassung des Gesetzes, wobei der Titel in Verordnung über Immissionswerte für Schadstoffe in der Luft geändert wurde. 2004 wurden die Bestimmungen zum Ozon in die Dreiunddreißigste Verordnung zur Durchführung des Bundes-Immissionsschutzgesetzes überführt. Beide Verordnungen wurden schließlich 2010 durch die Neununddreißigste Verordnung zur Durchführung des Bundes-Immissionsschutzgesetzes (Verordnung über Luftqualitätsstandards und Emissionshöchstmengen) abgelöst.